# Numero surreale
In matematica i numeri surreali costituiscono un campo che contiene i numeri reali e anche numeri infiniti e infinitesimi, rispettivamente maggiori o minori in valore assoluto di qualunque numero reale positivo. Per questo motivo i numeri surreali sono algebricamente simili ai numeri superreali e iperreali.
La definizione e la costruzione dei surreali sono dovute a John Horton Conway, ed esemplificano la sua originalità e la sua inventiva. Furono introdotti da Donald Knuth in un libro del 1974 dal titolo Surreal Numbers: How Two Ex-Students Turned on to Pure Mathematics and Found Total Happiness (esiste anche una traduzione italiana del testo). Questo libro è un breve racconto matematico, e va notato che è uno dei rari casi in cui una nuova idea matematica viene prima presentata in un lavoro di fantasia. Nel suo libro, che ha la forma di dialogo, Knuth ha coniato il termine numero surreale per quegli oggetti che Conway, in origine, aveva semplicemente chiamato numeri. A Conway piacque il nuovo nome tanto che, in seguito, lo adottò. Conway ha descritto i numeri surreali e li ha usati per analizzare i giochi nel suo libro del 1976 dal titolo On Numbers and Games.

## Costruzione dei numeri surreali
L'idea di base che sta dietro alla costruzione dei numeri surreali è simile al concetto di sezione di Dedekind. Si costruiscono nuovi numeri rappresentandoli con due insiemi di numeri, indicati con L e R (iniziali di left, sinistra e right, destra, in inglese), che approssimano i nuovi numeri; l'insieme L contiene i numeri minori del nuovo numero e l'insieme R contiene i numeri che sono maggiori del nuovo numero. Questa approssimazione viene indicata con { L | R }. Non viene fatta alcuna restrizione su L e R eccettuato il fatto che ogni numero in L deve essere minore di ogni numero in R. Per esempio, { {1, 2} | {5, 8} } è una costruzione valida di un certo numero compreso tra 2 e 5 (quale sia questo numero e perché sia proprio quello sarà spiegato nel seguito). Gli insiemi L e R possono essere vuoti. Ricordando che {} indica l'insieme vuoto, l'interpretazione intuitiva di { L | {} } sarà "un numero maggiore di tutti i numeri in L", mentre quella di { {} | R } sarà "un numero minore di tutti i numeri in R". Questo porta alla seguente regola di costruzione:
Regola di costruzioneSe L e R sono due insiemi di numeri surreali e nessun membro di R è minore o uguale di qualche membro di L allora { L | R } è un numero surreale.
Dato un numero surreale x = { XL | XR } gli insiemi XL e XR sono chiamati insieme sinistro di x e insieme destro di x rispettivamente. Per evitare di usare tante parentesi graffe si usa scrivere il numero { {a, b, ... } | { x, y, ... } } semplicemente come { a, b, ... | x, y, ... }, il numero { {a} | {} } come { a | } e { {} | {a} } come { | a }.
Perché i numeri così generati possano effettivamente essere qualificati come numeri deve esserci una relazione d'ordine tra di essi (qui indicata con ≤). Questa relazione è fornita dalla seguente regola:
Regola del confrontoPer i numeri surreali x = { XL | XR } e y = { YL | YR } si ha che x ≤ y se e solo se y non è minore o uguale di alcun numero di XL, e nessun membro di YR è minore o uguale di x.
Le due regole sono ricorsive, dunque è necessaria una sorta di induzione matematica per poterle usare. Un'ovvia candidata sarebbe l'induzione finita, che consente di generare tutti i numeri che possono essere costruiti applicando la regola di costruzione un numero finito di volte, ma le cose diventano interessanti se si permette l'uso dell'induzione transfinita, che permette di applicare la regola infinite volte. Se si vuole che i numeri generati rappresentino effettivamente dei numeri, allora l'ordinamento che viene definito su essi deve essere un ordine totale. Però la relazione ≤ definisce soltanto un preordinamento totale, e cioè non è antisimmetrica. Per rimediare a questo fatto si definisce la relazione binaria == sui numeri surreali che vengono generati in modo tale che
x == y se e solo se x ≤ y e y ≤ x.
Dato che così si definisce una relazione di equivalenza, l'ordinamento sulle classi di equivalenza che deriva da ≤ è un ordine totale. L'interpretazione di questo fatto consiste nel notare che se x e y sono nella stessa classe di equivalenza allora essi rappresentano effettivamente lo stesso numero. Le classi di equivalenza a cui appartengono x e y vengono indicate con [x] e [y] rispettivamente. Così se x e y appartengono alla stessa classe di equivalenza, si ha che [x] = [y].
Si considerino ora alcuni esempi per osservare come essi si comportano nei confronti dell'ordinamento. L'esempio più semplice è naturalmente
{ | } ovvero: { {} | {} }
che può essere costruito senza fare uso dell'induzione. Questo numero viene indicato con 0 e la classe di equivalenza [0] viene indicata con 0. Applicando la regola di costruzione si possono considerare i seguenti tre numeri:
{ 0 | }, { | 0 } e { 0 | 0 }.
L'ultimo numero non è un numero surreale valido perché 0 ≤ 0. Se si considera l'ordinamento relativo a numeri surreali validi si vede che
{ | 0 } < 0 < { 0 | },
dove x < y significa non(y ≤ x). I numeri { | 0 } e { 0 | } vengono indicati con -1 e 1 rispettivamente. Dato che ogni classe di equivalenza contiene solo un elemento che è stato definito fino ad ora, si possono sostituire le affermazioni fatte sull'ordinamento dei numeri surreali con affermazioni analoghe fatte sulle classi di equivalenza senza rischio di ambiguità. Ad esempio, l'affermazione precedente può diventare:
{ | 0 } < 0 < { 0 | }
o anche
-1 < 0 < 1.
Se si applica la regola di costruzione ancora una volta si ottiene il seguente insieme ordinato:
{ | -1 } == { | -1, 0 } == { | -1, 1 } == { | -1, 0, 1 } <
{ | 0, 1 } == -1 <
{ -1 | 0 } == { -1 | 0, 1 } <
{ -1 | } == { | 1 } == { -1 | 1 } == 0 <
{ 0 | 1 } == { -1, 0 | 1 } <
{ -1, 0 | } == 1 <
{ 1 | } == { 0, 1 | } == { -1, 1 | } == { -1, 0, 1 | }
Si possono fare tre osservazioni:
1. Sono state trovate quattro nuove classi di equivalenza: [{ | -1 }], [{ -1 | 0 }], [{ 0 | 1 }], e [{ 1 | }].
2. Tutte le classi di equivalenza ora contengono più di un elemento.
3. Le classi di equivalenza di un numero dipendono solo dal massimo elemento del suo insieme sinistro e dal minimo elemento del suo insieme destro.

La prima osservazione fa sorgere il problema dell'interpretazione di queste nuove classi di equivalenza. Dato che l'interpretazione informale di { | -1 } è "il numero precedente a -1", questo numero sarà chiamato -2 e la sua classe di equivalenza verrà indicata con -2. Analogamente il numero { 1 | } sarà chiamato 2 e la sua classe di equivalenza 2. Il numero { -1 | 0 } è un numero compreso tra -1 e 0 e sarà chiamato -1/2, e la sua classe di equivalenza -1/2. Infine il numero { 0 | 1 } viene chiamato 1/2 e la sua classe di equivalenza 1/2. Verranno date ulteriori giustificazioni a questi nomi una volta che saranno definite le operazioni di addizione e moltiplicazione.
La seconda osservazione fa sorgere il problema della validità della rappresentazione dei numeri surreali mediante le loro classi di equivalenza. La rappresentazione è valida perché si può dimostrare che
se [XL] = [YL] e [XR] = [YR] allora [{ XL | XR }] = [{ YL | YR }],
dove [X] denota { [x] | x appartiene a X }. In questo modo la descrizione dell'insieme ordinato trovata precedentemente può essere riscritta come
{ | -1 } = { | -1, 0 } = { | -1, 1 } = { | -1, 0, 1 } <
{ |0, 1 } = -1 <
{ -1 | 0 } = { -1| 0, 1 } <
{ -1 | } = { | 1 } = { -1 | 1 } = 0 <
{ 0 | 1 } = { -1, 0 | 1 } <
{ -1, 0 | } = 1 <
{ 1 | } = { 0, 1 | } = { -1, 1 | } = { -1, 0, 1 | }
che, a sua volta, può essere riscritta così:
-2 < -1 < -1/2 < 0 < 1/2 < 1 < 2.
La terza osservazione si estende a tutti i numeri surreali con insiemi destro e sinistro finiti. Se almeno uno dei due insiemi è infinito, essa è valida in una forma diversa, dato che insiemi infiniti potrebbero non contenere un elemento massimo o minimo. Il numero { {1, 2} | {5, 8} } perciò è equivalente a { 2 | 5 }, numero che verrà calcolato esattamente in seguito.

## Calcoli con i numeri surreali
L'addizione e la moltiplicazione di numeri surreali sono definite dalle tre regole seguenti:
Addizionex + y = { XL + y ∪ x + YL | XR + y ∪ x + YR }
dove X + y = { x + y | x appartiene a X } e x + Y = { x + y | y appartiene a Y }.
Negazione-x = { -XR | -XL }
dove -X = { -x | x appartenente X }
Moltiplicazionexy = { (XLy + xYL - XLYL) ∪ (XRy + xYR - XRYR) | (XLy + xYR - XLYR) ∪ (XRy + xYL - XRYL) }
dove XY = { xy | x appartiene a X e y appartiene a Y }, Xy = X{y} e xY = {x}Y.
Si può dimostrare che queste operazioni sono ben definite per i numeri surreali, e cioè se esse vengono applicate a numeri surreali ben definiti allora il risultato sarà ancora un numero surreale ben definito, ovvero l'insieme sinistro del risultato sarà "minore" dell'insieme destro.
Con queste regole si può verificare che i nomi scelti per i numeri trovati precedentemente sono appropriati. Risulta, per esempio, che 
0 + 0 = 0 , 1 + 1 = 2 , -(1) = -1 e 1/2 + 1/2 == 1
(si osservi il diverso uso dell'uguaglianza "=" e dell'equivalenza "==").
Le operazioni viste finora sono definite per i numeri surreali, ma si vuole generalizzarle alle classi di equivalenza. Ciò può essere fatto senza ambiguità perché risulta che
se [x] = [x' ] e [y]=[y' ] allora [x + y] = [x' + y' ] e [-x] = [-x' ] e [xy] = [x'y' ].
Infine si può dimostrare che le operazioni generalizzate sulle classi di equivalenza hanno le proprietà algebriche che ci si aspetta: le classi di equivalenza assieme al loro ordinamento e alle operazioni algebriche costituiscono un campo ordinato, con l'avvertenza che non formano un insieme ma una classe propria. In effetti quello che risulta è un campo ordinato molto speciale: il più grande possibile. Ogni altro campo ordinato può essere immerso nei surreali (si vedano anche le definizioni di numero razionale e numero reale).
Da ora in poi non si distinguerà più un numero surreale dalla sua classe di equivalenza, e la classe stessa sarà chiamata numero surreale.

## Generazione di numeri surreali mediante induzione finita
Fino ad ora non si è controllato quali numeri possono essere creati e quali non possono esserlo mediante l'applicazione della regola di costruzione. Come prima cosa si considerino i numeri che possono essere creati applicando la regola un numero finito di volte, definendo induttivamente Sn (con n numero naturale) come di seguito:
- S0 = {0};
- Si + 1 è uguale a Si più l'insieme di tutti i numeri surreali che sono generati mediante la regola di costruzione a partire dai sottoinsiemi di Si.

L'insieme di tutti i numeri surreali che sono generati in qualche Si viene indicato con Sω. I primi insiemi di classi di equivalenza che vengono costruiti sono i seguenti:
S0 = { 0 }
S1 = { -1 < 0 < 1 }
S2 = { -2 < -1 < -1/2 < 0 < 1/2 < 1 < 2}
S3 = { -3 < -2 < -3/2 < -1 < -3/4 < -1/2 < -1/4 < 0 < 1/4 < 1/2 < 3/4 < 1 < 3/2 < 2 < 3 }
S4 = ...
Ciò conduce alle seguenti osservazioni:
1. Ad ogni passo il massimo aumenta di 1 e il minimo diminuisce di 1.
2. Ad ogni passo si trovano i numeri che sono in mezzo a due numeri che erano consecutivi nel passo precedente.

Di conseguenza tutti i numeri generati sono frazioni diadiche, cioè frazioni che possono essere scritte come frazioni irriducibili nel modo seguente:
a / 2b,
dove a e b sono numeri interi e b ≥ 0. Ciò significa che frazioni come 1/3, 2/3, 4/3, 5/3, 1/6 eccetera non vengono generate. Si noti però che possono essere generati numeri che sono arbitrariamente vicini a queste frazioni, anche se le frazioni stesse non saranno mai generate.

## "Verso l'infinito, e oltre"
Il passo successivo consiste nel prendere Sω e continuare ad applicare la regola di costruzione ad esso per costruire Sω+1, Sω+2 eccetera. Si noti che ora gli insiemi sinistri e destri possono diventare infiniti.
In effetti si può definire un insieme Sa per ogni numero ordinale a mediante induzione transfinita. Si definisce compleanno (la parola inglese birthday rende di più il concetto, visto che letteralmente significa "giorno di nascita") il primo passo in cui un determinato numero surreale appare in questo processo. Ogni surreale ha un numero ordinale come compleanno. Per esempio, il compleanno di 0 è 0, e il compleanno di 1/2 è 2. Un numero { L | R } è equivalente al più semplice numero compreso tra L e R, cioè è il numero compreso tra L e R con il più piccolo compleanno. Dunque il numero { {1, 2} | {5, 8} } è equivalente a 3, perché il compleanno di 3 è minore del compleanno di qualunque altro numero compreso tra 2 e 5.
Già in Sω+1 si possono trovare frazioni che non esistevano in Sω. Per esempio, la frazione 1/3 può essere definita come
1/3 = { { a / 2b in Sω | 3a < 2b } | { a / 2b in Sω | 3a > 2b } }.
La correttezza di questa definizione segue dal fatto che
3(1 / 3) == 1.
Il compleanno di 1/3 è ω+1.
In Sω+1; compaiono non solo i restanti numeri razionali ma anche i rimanenti numeri reali. Per esempio
π = {3, 25/8, 201/64, ... | ..., 101/32, 51/16, 13/4, 7/2, 4}.
Un altro numero che viene costruito in Sω+1 è
ε = { 0 | ..., 1/16, 1/8, 1/4, 1/2, 1 }.
È facile vedere che questo numero è maggiore di zero ma minore di tutte le frazioni positive, e perciò è un numero infinitesimo. Il nome della sua classe di equivalenza è quindi ε. Non è l'unico infinitesimo positivo perché si ha, per esempio, che
2ε = { ε | ..., ε + 1/16, ε + 1/8, ε + 1/4, ε + 1/2, ε + 1 } e
ε / 2 = { 0 | ε }.
Si noti che questi numeri non sono ancora generati in Sω+1.
Accanto a numeri infinitamente piccoli si trovano anche numeri infinitamente grandi, come per esempio
ω = { Sω | }.
Il suo valore è evidentemente maggiore di ogni numero in Sω e la sua classe di equivalenza viene perciò chiamata ω. Questo numero è equivalente al numero ordinale che porta lo stesso nome. Vale anche l'uguaglianza
ω = [{ 1, 2, 3, 4, ... | }].
In effetti, tutti i numeri ordinali possono essere espressi come numeri surreali. Dato che l'addizione e la sottrazione sono definite per tutti i numeri surreali si può usare ω come qualunque altro numero e si può mostrare, per esempio, che
ω + 1 = { ω | } ,
ω - 1
da x + y = { XL + y ∪ x + YL | XR + y ∪ x + YR }
si ha ω+(-1)={Sω - 1| ω + 0}
da cui si dimostra che ω-1=Sω e
ω-1/2={Sω| ω}
Si può fare un calcolo analogo anche per numeri maggiori
ω + 2 = { ω + 1 | },
ω + 3 = { ω + 2 | },
ω - 2 = { Sω - 2 | ω - 1 } e
ω - 3 = { Sω - 3 | ω - 2 }
e anche per ω stesso
ω + ω = { ω + Sω | }
dove x + Y = { x + y | y in Y }. Così come 2ω è maggiore di ω si può anche dimostrare che ω/2 è minore di ω perché
ω/2 = { Sω | ω - Sω }
dove x - Y = { x - y | y in Y }. Infine, si può dimostrare che esiste una stretta relazione tra ω e ε perché si ha che
1 / ε = ω.
Si noti che l'addizione di numeri ordinali differisce dall'addizione delle loro rappresentazioni surreali. La somma 1 + ω è uguale a ω nei numeri ordinali, ma come surreali si ha che 1 + ω = ω + 1 > ω.
Dato che ogni numero surreale viene costruito a partire da altri numeri surreali più "vecchi" di esso, si possono dimostrare molti teoremi sui surreali usando l'induzione transfinita: si dimostra che un teorema è valido per 0, e poi che è valido per x = { XL | XR } se è valido per tutti gli elementi di XL e XR.
Molti numeri possono essere generati in questo modo; in effetti così tanti che nessun insieme può contenerli tutti. I numeri surreali, così come i numeri ordinali, formano una classe propria.

## Potenze di ω
Per classificare gli "ordini" di numeri surreali infiniti, noti anche come classi archimedee, Conway associò ad ogni numero surreale x il numero surreale
- ωx = { 0, r ωxL | s ωxR },

dove r e s variano all'interno dei numeri reali positivi. Se 0 ≤ x < y 
allora ωy è "infinitamente più grande" di ωx, 
cioè è più grande di r ωx per ogni numero reale r. Le potenze di ω soddisfano anche alle seguenti condizioni:
- ωx ωy = ωx+y,
- ω-x = 1/ωx,

e quindi mantengono le proprietà usuali delle potenze di numeri reali.
Ogni potenza di ω possiede anche la proprietà di essere il più semplice numero surreale nella sua classe archimedea; inversamente, ogni classe archimedea contenuta nei surreali contiene un unico membro più semplice di tutti. Perciò, per ogni numero surreale positivo x esistono sempre un numero reale positivo r e un surreale y tali che x - r
ωy è "infinitamente più piccolo" di x. Questo fatto si può estendere mediante induzione transfinita in modo tale che ogni numero surreale x possiede una "forma normale" analoga alla forma normale di Cantor per i numeri ordinali. Ogni numero surreale può essere scritto in modo univoco come
- x = r0 ωy0 + r1 ωy1 + …,

dove ogni rα è un numero reale non nullo e gli yα formano una successione strettamente decrescente di numeri surreali. Questa "somma", inoltre, può avere infiniti termini, e in generale ha lunghezza uguale a un qualche numero ordinale.
Considerati sotto questo punto di vista, i numeri surreali assomigliano a un campo di serie di potenze, eccettuato il fatto che le successioni decrescenti di esponenti devono essere limitate in lunghezza da un ordinale e non possono essere lunghe quanto la classe degli ordinali.

## Giochi
La definizione di numero surreale contiene una restrizione: ogni elemento di L deve essere strettamente minore di ogni elemento di R. Se questa restrizione viene abbandonata si può generare una classe più generale chiamata classe dei giochi. Tutti i giochi sono costruiti con la regola seguente:
Regola di costruzioneSe L e R sono due insiemi di giochi allora { L | R } è un gioco.
Addizione, negazione, moltiplicazione e confronto sono tutte definite come per i numeri surreali.
Ogni numero surreale è un gioco, ma non tutti i giochi sono numeri surreali: per esempio, il gioco { 0 | 0 } non lo è. La classe dei giochi è più generale di quella dei surreali, ed ha una definizione più semplice, ma è priva di alcune delle proprietà dei numeri surreali. La classe dei surreali forma un campo, quella dei giochi no. I surreali possiedono un ordinamento totale: dati due surreali, essi sono uguali, oppure uno è maggiore dell'altro. I giochi possiedono invece solo un ordinamento parziale: esistono coppie di giochi che non sono confrontabili. Ogni numero surreale è o positivo, o negativo o nullo. Ogni gioco è o positivo, o negativo, o zero o fuzzy (inconfrontabile con zero, come per esempio {1|-1}).
Una mossa in un gioco consiste nella scelta, da parte del giocatore di turno, di un gioco fra quelli disponibili in L (per il giocatore "di sinistra") oppure in R (per il giocatore "di destra") e poi nel passaggio del gioco appena scelto all'avversario. Un giocatore che non può muovere perché le sue scelte appartengono all'insieme vuoto ha perso. Un gioco positivo rappresenta una vincita per il giocatore sinistro, un gioco negativo per il giocatore destro, un gioco zero per il secondo giocatore, e un gioco fuzzy per il primo giocatore.
Se x, y e z sono surreali, e x=y, allora x z=y z. Ma se x, y e z sono giochi, e x=y, allora non è sempre vero che x z=y z. Si noti che il simbolo "=" significa qui uguaglianza, non identità.

## Numeri surreali e teoria dei giochi combinatoria
I numeri surreali in origine erano motivati da studi sul gioco Go, ed esistono numerose connessioni tra i giochi popolari e i numeri surreali. In questa sezione si userà la parola Gioco, con la lettera maiuscola, per l'oggetto matematico { L | R }, e la parola gioco, con la lettera minuscola, per i giochi ricreativi come gli scacchi o il Go.
Si considerano giochi con le seguenti proprietà:
- a due giocatori (chiamati Sinistro e Destro);
- deterministici (non si usano dadi o carte mescolate casualmente);
- senza informazioni nascoste (come carte o pedine tenute nascoste dai giocatori);
- i giocatori si alternano ad ogni turno di gioco;
- ogni gioco deve terminare in un numero finito di mosse, anche quando i giocatori non si alternano e un giocatore può muovere più volte di seguito;
- non appena non ci sono più mosse possibili per un giocatore, il gioco finisce e quel giocatore ha perso.

Per molti giochi la posizione iniziale dei pezzi non fornisce vantaggi a nessun giocatore. Man mano che il gioco progredisce e un giocatore inizia a vincere, risulteranno alcune posizioni in cui è evidente che un giocatore è in vantaggio. Per analizzare i giochi, è utile associare un Gioco ad ogni posizione. Il valore di una data posizione sarà il Gioco {L|R}, dove L è l'insieme dei valori di tutte le posizioni che possono essere raggiunte in una singola mossa dal giocatore Sinistro. Analogamente, R è l'insieme dei valori di tutte le posizioni che possono essere raggiunte in una singola mossa dal giocatore Destro. Questo modo molto semplice di associare Giochi a giochi produce risultati molto interessanti. Si supponga che due giocatori perfetti giochino un gioco iniziando da una data posizione il cui Gioco associato sia x. Il vincitore del gioco viene così determinato:
- se x > 0 allora vincerà il giocatore Sinistro,
- se x < 0 allora vincerà il giocatore Destro,
- se x = 0 allora vincerà il giocatore che gioca per secondo,
- se x || 0 allora vincerà il giocatore che gioca per primo.

La notazione G || H significa che G e H non sono confrontabili. G || H è equivalente a G-H || 0. Giochi inconfrontabili sono a volte detti confusi uno con l'altro, perché uno o l'altro possono essere preferiti da un giocatore a seconda di ciò che viene aggiunto ad esso. Un gioco confuso con zero viene detto fuzzy, in contrapposizione con positivo, negativo o zero. Un esempio di gioco fuzzy è il gioco star (*).
A volte, quando un gioco si avvicina alla fine, si decompone in vari giochi più piccoli che non interagiscono uno con l'altro, eccettuato il fatto che un giocatore può fare la sua mossa solo in uno di essi. Per esempio, nel Go la tavola viene lentamente riempita con le pietre fino a che non rimangono solo poche piccole isole di spazio vuoto in cui un giocatore può muovere. Ogni isola è un diverso gioco di Go, giocato su una tavola molto piccola. Sarebbe utile se ogni sotto-gioco potesse essere analizzato separatamente, per poi combinare i risultati parziali e ottenere un'analisi dell'intero gioco, ma questa è un'operazione non semplice da fare. Per esempio, si potrebbero avere due sotto-giochi in ognuno dei quali chiunque muove per primo vince, ma quando sono combinati in un gioco più grande non è più il primo giocatore quello che vince. Fortunatamente esiste un sistema per svolgere l'analisi. Basta usare il seguente, notevole, teorema:
Se un gioco si decompone in due giochi più piccoli, ai quali sono associati i Giochi x e y, allora il gioco sarà associato al Gioco x+y.
Un gioco composto da giochi più piccoli viene detto la somma disgiunta di quei giochi più piccoli, e il teorema afferma che il metodo di addizione definito prima è equivalente a prendere la somma disgiunta degli addendi.
Storicamente Conway sviluppò la teoria dei numeri surreali in modo inverso a come è stata presentata nel presente articolo. Egli stava analizzando le chiusure nel gioco del Go, e si rese conto che sarebbe stato molto utile avere un qualche sistema per combinare le analisi di sotto-giochi non interagenti in un'analisi della loro somma disgiunta. Da queste considerazioni egli inventò il concetto di Gioco e l'operatore di addizione tra essi. In seguito sviluppò la definizione di negazione e confronto. Poi notò che una certa classe di Giochi aveva delle proprietà interessanti: questa classe diventò la classe dei numeri surreali. Infine sviluppò l'operatore di moltiplicazione, e dimostrò che i surreali sono, in effetti, un campo, che include sia i reali che gli ordinali.

## Costruzione alternativa

### Definizioni
In una costruzione alternativa, chiamata la espansione di segni o successione di segni di un numero surreale, un numero surreale è una funzione il cui dominio è un numero ordinale e il codominio è un sottoinsieme di { - 1, + 1 }.
Si definisce il predicato binario "più semplice di" sui numeri in questo modo: x è più semplice di y se x è un sottoinsieme proprio di y, cioè se dom(x) < dom(y) e x(α) = y(α) per tutti gli α < dom(x).
Per i numeri surreali x e y si definisce la relazione binaria < identificandola con l'ordinamento lessicografico, con la convenzione che "valori indefiniti" sono maggiori di −1 e minori di 1. In questo modo si ha che x < y se è vera una delle seguenti proprietà:
- x è più semplice di y e y(dom(x)) = + 1;
- y è più semplice di x e x(dom(y)) = - 1;
- esiste un numero z tale che z è più semplice di x, z è più semplice di y, x(dom(z)) = - 1 e y(dom(z)) = + 1.

Equivalentemente, sia δ(x,y) = min({ dom(x), dom(y)} ∪ { α: α < dom(x) ∧ α < dom(y) ∧ x(α) ≠ y(α) }), in modo tale che x = y se e solo se δ(x,y) = dom(x) = dom(y). Allora, per i numeri x e y si ha che x < y se e solo se vale una delle seguenti proprietà:
- δ(x,y) = dom(x) ∧ δ(x,y) < dom(y) ∧ y(δ(x,y)) = + 1;
- δ(x,y) < dom(x) ∧ δ(x,y) = dom(y) ∧ x(δ(x,y)) = - 1;
- δ(x,y) < dom(x) ∧ δ(x,y) < dom(y) ∧ x(δ(x,y)) = - 1 ∧ y(δ(x,y)) = + 1.

Per i numeri x e y si ha che x ≤ y se e solo se x < y ∨ x = y, x > y se e solo se y < x, e x ≥ y se e solo se y ≤ x.
La relazione di < è una proprietà transitiva, e per tutti i numeri x e y è vera soltanto una delle relazioni seguenti: x < y, x = y, x > y (proprietà di tricotomia). Ciò significa che < è un ordine lineare (eccetto il fatto che < è una classe propria).
Per insiemi di numeri L e R tali che ∀x ∈ L ∀y ∈ R (x < y), esiste un unico numero z tale che:
- per ogni x ∈ L (x < z) ∧ ∀y ∈ R (z < y);
- per ogni numero w tale che ∀x ∈ L (x < w) ∧ ∀y ∈ R (w < y), w = z oppure z è più semplice di w.

Inoltre z è costruibile a partire da L e R mediante induzione transfinita. z è il numero più semplice compreso tra L e R. Lo si indichi con il simbolo σ(L,R).
Per un numero x, si definiscano il suo insieme sinistro L(x) e il suo insieme destro R(x) con
- L(x) = { x|α : α < dom(x) ∧ x(α) = + 1 };
- R(x) = { x|α : α < dom(x) ∧ x(α) = - 1 }.

Allora σ(L(x),R(x)) = x.
Un vantaggio di questa costruzione alternativa è che l'uguaglianza è l'identità, non una relazione definita induttivamente. Al contrario di quanto si fa nella costruzione originale di Conway dei numeri surreali, però, questa costruzione richiede una costruzione precedente degli ordinali, mentre nella costruzione di Conway gli ordinali sono un caso particolare di surreali.
Peraltro, si possono creare definizioni simili che superino la necessità di una costruzione precedente degli ordinali. Per esempio, si possono definire i surreali come una classe, definita ricorsivamente, di funzioni il cui dominio sia un sottoinsieme dei surreali che soddisfa alla regola transitiva
- ∀g ∈ dom f (∀h ∈ dom g (h ∈ dom f ))

e il cui insieme di arrivo sia l'insieme { -, + } o un suo sottoinsieme. Il concetto di "essere più semplice di" può essere definito facilmente come segue: x è più semplice di y se x ∈ dom y. L'ordinamento totale viene definito considerando x e y come insiemi di coppie ordinate (come di solito viene definita una funzione): si ha che o x = y, o che il numero surreale z = x ∩ y è nel dominio di x o nel dominio di y (o in entrambi, ma in questo caso i segni sono diversi). Si ha allora che x < y se x(z) = - o y(z) = + (o entrambi). È facile convertire queste funzioni in successioni di segni: si riarrangiano gli elementi di dom f in ordine di semplicità (cioè secondo l'inclusione), e poi si scrivono i segni che f assegna a ognuno di questi elementi in ordine. Gli ordinali sono allora quei numeri surreali il cui insieme di arrivo è un (sottoinsieme di) { + }.

### Addizione e moltiplicazione
La somma x + y di due numeri x e y è definita per induzione su dom(x) e dom(y) da x + y = σ(L,R), dove
- L = { u + y : u ∈ L(x) } ∪{ x + v : v ∈ L(y) };
- R = { u + y : u ∈ R(x) } ∪{ x + v : v ∈ R(y) }.

L'elemento neutro dell'addizione è dato dal numero 0 = { }, e cioè il numero 0 è l'unica funzione il cui dominio è l'ordinale 0, e l'opposto del numero x è il numero - x, dato da dom(- x) = dom(x) e, per α < dom(x), (- x)(α) = - 1 se x(α) = + 1, e (- x)(α) = + 1 se x(α) = - 1.
Ne segue che il numero x è positivo se e solo se 0 < dom(x) e x(0) = + 1, e x è negativo se e solo se 0 < dom(x) e x(0) = - 1.
Il prodotto xy di due numeri x e y è definito per induzione su dom(x) e dom(y) da xy = σ(L,R), dove
- L = { uy + xv - uv : u ∈ L(x), v ∈ L(y) } ∪ { uy + xv - uv : u ∈ R(x), v ∈ R(y) };
- R = { uy + xv - uv : u ∈ L(x), v ∈ R(y) } ∪ { uy + xv - uv : u ∈ R(x), v ∈ L(y) }.

L'elemento neutro p dato dal numero 1 = { (0,+ 1) }, cioè il numero 1 ha dominio uguale all'ordinale 1, e 1(0) = + 1.

### Corrispondenza tra le costruzioni
La relazione tra la costruzione di Conway e quella alternativa è data da f({ L | R }) = σ(M,S), dove M = { f(x) : x ∈ L } e S = { f(x) : x ∈ R }.
La relazione inversa tra la costruzione alternativa e quella di Conway è data da g(x) = { L | R }, dove L = { g(y) : y ∈ L(x) } e R = { g(y) : y ∈ R(x) }.